# Форбаси
Форбаси (слч. Forbasy) насељено је мјесто са административним статусом сеоске општине (слч. obec) у округу Стара Љубовња, у Прешовском крају, Словачка Република.

## Становништво
| Година:    | 1994. | 2004.   | 2014.   | 2024.   |
| ---------- | ----- | ------- | ------- | ------- |
| Број људи: | 371   | 387     | 423     | 440     |
| Разлика:   |       | +4,31 % | +9,30 % | +4,01 % |

| Година:    | 2023. | 2024.   |
| ---------- | ----- | ------- |
| Број људи: | 446   | 440     |
| Разлика:   |       | -1,34 % |

Према подацима о броју становника из 2024. године насеље је имало 440 становника.